# メガネストアー
メガネストアーは、東京都町田市に本社を置く株式会社アイ・トピアが運営する眼鏡小売専門店チェーンである。

## 概要
1977年（昭和52年）9月に神奈川県相模原市で創業。1977年10月に埼玉県川口市で1号店を出店し、現在は関東地方を中心に約350店舗展開している。
1981年（昭和56年）5月に本社機能・営業拠点を東京都町田市に移転した。